# Alexei Sergejewitsch Spiridonow
Alexei Sergejewitsch Spiridonow (russisch Алексей Сергеевич Спиридонов; * 20. November 1951 in Leningrad; † 9. April 1998) war ein sowjetischer Leichtathlet. Der 1,92 m große und in seiner Wettkampfzeit 117 kg schwere Spiridonow wurde 1974 Europameister und 1976 Olympiazweiter im Hammerwurf.
Spiridonow wurde 1970 mit 64,88 m Zweiter bei den Junioreneuropameisterschaften im Hammerwurf. 1973 gewann er bei der Universiade erneut Silber. Mit 71,82 m lag er 60 Zentimeter hinter Walentin Dmitrijenko. Bei der sowjetischen Meisterschaft wurde er 1973 ebenfalls Zweiter, diesmal hinter Anatolij Bondartschuk.
Auch 1974 wurde er Zweiter bei den sowjetischen Meisterschaften hinter Dmitrijenko. Bei den Europameisterschaften 1974 in Rom siegte Spiridonow dann erstmals in einem wichtigen Wettbewerb. Mit 74,20 m warf er zwanzig Zentimeter weiter als Jochen Sachse aus der DDR, der Weltrekordler Reinhard Theimer wurde Dritter vor Dmitrijenko. Vier Tage später gelang Spiridonow in München mit 76,66 m ein Wurf, mit dem er Theimers Weltrekord um sechs Zentimeter übertraf.
Im Mai 1975 wurde sein Weltrekord von Karl-Hans Riehm übertroffen. Bei den sowjetischen Meisterschaften wurde Spiridonow Zweiter hinter Dmitrijenko. Für die Universiade, 1975 ausgetragen als Weltmeisterschaften der Studenten, kehrte Spiridonow nach Rom zurück. Und erneut war er in Rom nicht zu schlagen. Mit 73,82 m gewann er vor Walter Schmidt und vor dem 20-jährigen Jurij Sedych. Schmidt verbesserte im August den Weltrekord auf 79,30 m.
1976 steigerte Spiridonow seine persönliche Bestleistung auf 78,62 m, diese Leistung bedeutete allerdings nicht einmal sowjetischen Rekord, da Sedych mittlerweile 78,86 m geworfen hatte. Sedych wurde 1976 auch sowjetischer Meister vor Bondartschuk und Spiridonow. Das Finale bei den Olympischen Spielen 1976 in Montreal wurde zum großen Duell zwischen den Werfern aus der Sowjetunion und den Deutschen aus Ost und West. Spiridonow ging im ersten Versuch mit olympischem Rekord von 75,74 m in Führung, Sedych warf im Zweiten Versuch 77,52 m. Spiridonow steigerte sich im letzten Versuch 76,08 m und gewann Silber vor Bondartschuk. Die beiden westdeutschen Riehm und Schmidt sowie Sachse aus der DDR folgten hinter den Medaillenrängen.
1978 wurde Spiridonow noch einmal Dritter bei den sowjetischen Meisterschaften hinter Sedych und Boris Saitschuk, wurde aber nicht für die Europameisterschaften 1978 nominiert.